# Йошко Гвардіол
Йошко Гвардіол (хорв. Joško Gvardiol, нар. 23 січня 2002, Загреб) — хорватський футболіст, захисник клубу «Манчестер Сіті» та збірної Хорватії.

## Клубна кар'єра
Народився 23 січня 2002 року в місті Загреб. Розпочав займатись футболом в клубі «Трешнєвка» з рідного міста, з якої у 2010 році потрапив в академію «Динамо» (Загреб). З юнацькою командою до 19 років брав участь у Юнацькій лізі УЄФА 2018/19, дійшовши до чвертьфіналу турніру, після чого став виступати у дублюючій команді «Динамо» в Другій лізі.
18 жовтня 2019 року дебютував в основному складі «Динамо» у матчі Першої ліги Хорватії проти «Гориці», вийшовши на заміну замість Маріо Гаврановича. 2 листопада 2019 року вперше вийшов у стартовому складі клубу в чемпіонаті і забив єдиний переможний гол у ворота запрешицького «Інтера» (1:0). За підсумками сезону 2019/20 він зіграв за клуб у 12 іграх в усіх турнірах і став чемпіоном Хорватії. Після цього у червні 2020 року Гвардіол підписав новий п'ятирічний контракт з «Динамо».
Тим не менше вже 28 вересня стало відомо, що німецький «РБ Лейпциг» придбав талановитого захисника за 16 млн євро + бонуси, при цьому Гвардіол залишився в «Динамо» до кінця сезону 2020/21, в якому Йошко допоміг команді здобути «золотий дубль».

## Виступи за збірні
2018 року дебютував у складі юнацької збірної Хорватії (U-17), загалом на юнацькому рівні взяв участь у 7 іграх.
З 2019 року залучався до складу молодіжної збірної Хорватії. На молодіжному рівні зіграв у 4 офіційних матчах, забив 1 гол.
Не провівши жодного матчу у складі національної збірної Хорватії, у травні 2021 року Гвардіол був включений до заявки збірної на чемпіонат Європи 2020 року.

## Статистика виступів

### Статистика клубних виступів
| Сезон                       | Команда                     | Чемпіонат                   | Чемпіонат | Чемпіонат | Національний кубок | Національний кубок | Національний кубок | Континентальні кубки | Континентальні кубки | Континентальні кубки | Інші змагання | Інші змагання | Інші змагання | Усього | Усього | Усього |
| Сезон                       | Команда                     | Ліга                        | Ігор      | Голів     | Ліга               | Ігор               | Голів              | Ліга                 | Ігор                 | Голів                | Ліга          | Ігор          | Голів         | Ігор   | Голів  |        |
| --------------------------- | --------------------------- | --------------------------- | --------- | --------- | ------------------ | ------------------ | ------------------ | -------------------- | -------------------- | -------------------- | ------------- | ------------- | ------------- | ------ | ------ | ------ |
| 2019–20                     | «Динамо-2» (Загреб)         | 2.Л                         | 3         | 0         |                    | -                  | -                  |                      | -                    | -                    |               | -             | -             | 3      | 0      |        |
| 2020–21                     | «Динамо-2» (Загреб)         | 2.Л                         | 1         | 0         |                    | -                  | -                  |                      | -                    | -                    |               | -             | -             | 1      | 0      |        |
| 2019–20                     | «Динамо» (Загреб)           | 1.Л                         | 11        | 1         | КЧ                 | 1                  | 0                  | ЛЧ                   | 0                    | 0                    | SC            | 0             | 0             | 12     | 1      |        |
| 2020–21                     | «Динамо» (Загреб)           | 1.Л                         | 25        | 2         | КЧ                 | 2                  | 0                  | ЛЧ+ЛЄ                | 2+11                 | 1                    |               | -             | -             | 40     | 3      |        |
| Усього за «Динамо» (Загреб) | Усього за «Динамо» (Загреб) | Усього за «Динамо» (Загреб) | 36        | 3         |                    | 3                  | 0                  |                      | 13                   | 1                    |               | -             | -             | 52     | 4      |        |
| 2021–22                     | «РБ Лейпциг»                | БЛ                          | 29        | 2         | КН                 | 5                  | 0                  | ЛЧ+ЛЄ                | 6+6                  | 0                    | -             | -             | -             | 46     | 2      |        |
| 2022–23                     | «РБ Лейпциг»                | БЛ                          | 30        | 1         | КН                 | 5                  | 0                  | ЛЧ                   | 6                    | 2                    | СКН           | 0             | 0             | 41     | 3      |        |
| Усього за «РБ Лейпциг»      | Усього за «РБ Лейпциг»      | Усього за «РБ Лейпциг»      | 59        | 3         |                    | 10                 | 0                  |                      | 18                   | 2                    |               | -             | -             | 87     | 5      |        |
| Усього за кар'єру           | Усього за кар'єру           | Усього за кар'єру           | 99        | 6         |                    | 13                 | 0                  |                      | 31                   | 3                    |               | 0             | 0             | 143    | 9      |        |

### Статистика виступів за збірні
Станом на 28 березня 2023
| Дата       | Місто      | Господарі | Результат               | Гості      | Турнір                                    | Голи | Примітки |
| ---------- | ---------- | --------- | ----------------------- | ---------- | ----------------------------------------- | ---- | -------- |
| 6-6-2021   | Брюссель   | Бельгія   | 1 – 0                   | Хорватія   | товариський матч                          | -    | 61'      |
| 13-6-2021  | Лондон     | Англія    | 1 – 0                   | Хорватія   | ЧЄ 2020 - груповий етап                   | -    |          |
| 18-6-2021  | Глазго     | Хорватія  | 1 – 1                   | Чехія      | ЧЄ 2020 - груповий етап                   | -    |          |
| 22-6-2021  | Глазго     | Хорватія  | 3 – 1                   | Шотландія  | ЧЄ 2020 - груповий етап                   | -    | 71'      |
| 28-6-2021  | Копенгаген | Хорватія  | 3 – 5 д.ч.              | Іспанія    | ЧЄ 2020 - 1/8 фіналу                      | -    |          |
| 8-10-2021  | Ларнака    | Кіпр      | 0 – 3                   | Хорватія   | Відбір до ЧС 2022                         | 1    |          |
| 11-10-2021 | Осієк      | Хорватія  | 2 – 2                   | Словаччина | Відбір до ЧС 2022                         | -    |          |
| 11-11-2021 | Та-Калі    | Мальта    | 1 – 7                   | Хорватія   | Відбір до ЧС 2022                         | -    |          |
| 14-11-2021 | Спліт      | Хорватія  | 1 – 0                   | Росія      | Відбір до ЧС 2022                         | -    |          |
| 26-3-2022  | Ер-Раян    | Хорватія  | 1 – 1                   | Словенія   | товариський матч                          | -    |          |
| 22-9-2022  | Загреб     | Хорватія  | 2 – 1                   | Данія      | Ліга націй УЄФА 2022—2023 - груповий етап | -    |          |
| 25-9-2022  | Відень     | Австрія   | 1 – 3                   | Хорватія   | Ліга націй УЄФА 2022—2023 - груповий етап | -    |          |
| 23-11-2022 | Ель-Хаур   | Марокко   | 0 – 0                   | Хорватія   | ЧС 2022 - груповий етап                   | -    |          |
| 27-11-2022 | Доха       | Хорватія  | 4 – 1                   | Канада     | ЧС 2022 - груповий етап                   | -    |          |
| 1-12-2022  | Ер-Раян    | Хорватія  | 0 – 0                   | Бельгія    | ЧС 2022 - груповий етап                   | -    |          |
| 5-12-2022  | Ель-Вакра  | Японія    | 1 – 1 д.ч. (1 – 3 п.п.) | Хорватія   | ЧС 2022 - 1/8 фіналу                      | -    |          |
| 9-12-2022  | Ер-Раян    | Хорватія  | 1 – 1 д.ч. (4 – 2 п.п.) | Бразилія   | ЧС 2022 - чвертьфінал                     | -    |          |
| 13-12-2022 | Лусаїл     | Аргентина | 3 – 0                   | Хорватія   | ЧС 2022 - півфінал                        | -    |          |
| 17-12-2022 | Ер-Раян    | Хорватія  | 2 – 1                   | Марокко    | ЧС 2022 - 3-тє місце                      | 1    |          |
| 25-3-2023  | Спліт      | Хорватія  | 1 – 1                   | Уельс      | Відбір до ЧЄ 2024                         | -    |          |
| 28-3-2023  | Бурса      | Туреччина | 0 – 2                   | Хорватія   | Відбір до ЧЄ 2024                         | -    | 69'      |
| Усього     |            | Матчів    | 21                      |            | Голів                                     | 2    |          |

| Дата       | Місто         | Господарі | Результат | Гості      | Турнір                             | Голи | Примітки |
| ---------- | ------------- | --------- | --------- | ---------- | ---------------------------------- | ---- | -------- |
| 14-11-2019 | Вільнюс       | Литва     | 1 – 3     | Хорватія   | Кваліфікація молодіжного Євро-2021 | -    |          |
| 18-11-2019 | Велика Гориця | Хорватія  | 1 – 2     | Чехія      | Кваліфікація молодіжного Євро-2021 | -    | 19'      |
| 8-10-2020  | Загреб        | Хорватія  | 10 – 0    | Сан-Марино | Кваліфікація молодіжного Євро-2021 | 1    |          |
| 13-10-2020 | Афіни         | Греція    | 0 – 1     | Хорватія   | Кваліфікація молодіжного Євро-2021 | -    |          |
| 12-11-2020 | Единбург      | Шотландія | 2 – 2     | Хорватія   | Кваліфікація молодіжного Євро-2021 | -    |          |
| 31-5-2021  | Марибор       | Іспанія   | 2 – 1     | Хорватія   | Молодіжне Євро-2021 - чвертьфінал  | -    |          |
| Усього     |               | Матчів    | 6         |            | Голів                              | 1    |          |

## Титули і досягнення
- Чемпіон Хорватії (2):

«Динамо» (Загреб): 2019/20, 2020/21
- Володар Кубка Хорватії (1):

«Динамо» (Загреб): 2020/21
- Володар Кубка Німеччини (2):

«РБ Лейпциг»: 2021/22, 2022/23
- Чемпіон Англії (1):

«Манчестер Сіті»: 2023-24
- Володар Суперкубка УЄФА (1):

«Манчестер Сіті»: 2023
- Переможець Клубного чемпіонату світу (1):

«Манчестер Сіті»: 2023
- Володар Суперкубка Англії (1):

«Манчестер Сіті»: 2024
Збірні
- Бронзовий призер чемпіонату світу: 2022